# Deolinda Kinzimba
Deolinda Inês Caetano Kinzimba (Luanda, 11 de maio de 1995) é uma cantora e compositora angolana que se tornou conhecida ao vencer a 3.ª edição do talent show The Voice Portugal.

## Biografia
Deolinda Kinzimba nasceu e cresceu em Ingombota, na cidade de Luanda, Angola. Durante a infância sempre deu sinais de que queria ser uma grande cantora, fazia pequenas apresentações nas tardes recreativas da catequese na igreja do Carmo em Luanda; chegou a juntar-se ao coro infantil com 10 anos, mas não ficou por muito tempo. Com 11 anos descobriu o gosto por bandas de rock dos anos 80 como Bon Jovi, Guns n' Roses e foi então quando ganhou o seu primeiro violão. mais tarde chegou a ser inscrita, pelo seu irmão, numa pequena escola de música, para aprender a tocar instrumentos, mas por diversos motivos esta não teve sucesso e fechou as portas algumas semanas depois. Com 14 anos começou a escrever as suas próprias canções e com a ajuda do seu irmão e de alguns amigos gravou a sua primeira demo num pequeno estúdio. Aos 16 anos trocou seu país natal pela Tanzânia onde sua irmã trabalhava na embaixada angolana. Com 19 anos, em 2014 muda-se para Portugal, vivendo sozinha em Guimarães, tendo aí terminado o Ensino Secundário na escola Francisco de Holanda. Em 2015 começa a estudar Direito e muda-se para a cidade do Porto.

## Carreira

### Na música

#### 2016:The Voice Portugal
Deolinda estreou na primeira noite de provas cegas e cantou I Have Nothing de Whitney Houston fazendo todos os mentores carregarem no botão. Kinzimba escolheu trabalhar com Mickael Carreira.
| Episódio (data de transmissão)      | Música                                        | Ordem | Notas                                               |
| ----------------------------------- | --------------------------------------------- | ----- | --------------------------------------------------- |
| Provas Cegas (11 de outubro)        | “I Have Nothing”                              | 13    | Todas as cadeiras viradas Escolheu Mickael Carreira |
| Batalhas (22 de novembro)           | “A Moment Like This” (contra Ana Vasconcelos) | 8     | Venceu a batalha                                    |
| Tira-teimas (13 de dezembro)        | “Listen”                                      | 16    | Salva pelo técnico                                  |
| 1ª Gala em directo (27 de dezembro) | “Hero”                                        | 16    | Salva pelo público                                  |
| 2ª Gala em directo (3 de janeiro)   | “Hurt”                                        | 3     | Salva pelo público                                  |
| Final (10 de janeiro)               | “I Will Always Love You”                      | 3     | Avançou ao Top 2                                    |
| Final (10 de janeiro)               | “A Moment Like This”                          | 8     | Avançou ao Top 2                                    |
| Final (10 de janeiro)               | “I Have Nothing”                              | 2     | Vencedora                                           |

No dia 10 de outubro de 2016, Deolinda apresentou o seu single de estreia intitulado "Primeira Vez", escrito por Guilherme Alface e produzido por Diogo Piçarra.

#### 2017 em diante
No dia 10 de novembro de 2017 foi lançado o seu primeiro trabalho discográfico intitulado "Deolinda Kinzimba". conta com 10 faixas musicais tanto em português como em inglês, foi produzido por Miguel Ferrador e mostra a grande afirmação de Deolinda como artista.
No dia 19 de fevereiro de 2017, Deolinda Kinzimba estreou-se na 1ª semi final do festival da canção português à convite da cantora Rita Redshoes com o tema "o que eu vi nos meus sonhos", letra de Sr. Vulcão. Kinzimba obteve 8 pontos do júri e 4 do público, passando para a final realizada á 5 de março no coliseu dos recreios em lisboa, onde ficou em último lugar com um total de 7 pontos.

### Nas artes cênicas

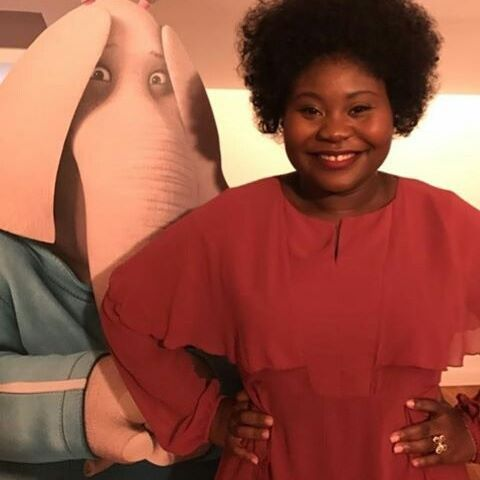
Deolinda Kinzimba e a sua personagem Meena do filme "Cantar"

Em setembro de 2016 foi convidada a atuar na sua primeira série  chamada Dentro, transmitida pela RTP. onde interpretou  uma reclusa chamada Raquel que tinha o sonho de ser uma cantora reconhecida mundialmente. Contracenou com grandes nomes da televisão portuguesa tal como Miguel Nunes e Teresa Tavares. O episódio que conta como o décimo da série foi transmitido no dia 17 de novembro de 2016 e termina com o tema "At last" de Etta James cantado por Raquel. No mesmo ano recebeu o convite para dar voz à personagem Meena no filme "Cantar" (Sing), juntamente com os mentores e apresentadores do The Voice Portugal. O filme teve a sua estreia no dia 8 de Dezembro.

## Filmografia

### Televisão
| Ano  | Titulo | Personagem | Episódio    |
| ---- | ------ | ---------- | ----------- |
| 2016 | Dentro | Raquel     | Episódio 10 |

### Cinema
| Ano  | Título        | Personagem |
| ---- | ------------- | ---------- |
| 2016 | Cantar (Sing) | Meena      |